# Hakan Çalhanoğlu
Hakan Çalhanoğlu (n. 8 februarie 1994, Mannheim, Germania) este un fotbalist turc, care evoluează pe postul de mijlocaș ofensiv la echipa Inter Milan din Serie A. Și-a început cariera de fotbalist la Karlsruher SC în anul 2010, doi ani mai târziu fiind achiziționat de către Hamburger SV, dar rămânând la Karlsruher împrumut pentru un an. În 2014 a fost transferat de Bayer Leverkusen, farmaciștii achitând pentru el 14,5 mil. €. 
Deși este născut în Germania, Çalhanoğlu a ales să reprezinte echipa națională de fotbal a Turciei. Este recunoscut pentru faptul că execută foarte bine fazele fixe ale jocului: atât loviturile de colț cât și loviturile libere.